# 中国通用航空7552便離陸失敗事故
中国通用航空7552便離陸失敗事故は、1992年7月31日に発生した航空事故である。南京大教場空港発廈門高崎国際空港行きだった中国通用航空7552便（ヤコヴレフ Yak-42D）が、南京大教場空港からの離陸に失敗し滑走路をオーバーランした。
機体は、滑走路の先にある堤防に激突し、乗員乗客126人中107人が死亡した。

## 事故機
事故機のヤコヴレフ Yak-42D（B-2755）は、製番号4520422116644、シリアル番号14-02として1992年1月2日に製造された。同月に、中国通用航空へ引き渡された。

## 事故の経緯
事故機には、116人の乗客と10人の乗員が搭乗していた。15時05分頃、7552便は滑走路06からの離陸滑走を開始した。しかし、離陸速度に達しても機体は上昇しなかった。パイロットは離陸中断を試みたが、機体は高速で滑走路を突き抜けた。そのまま7552便は420～600mほどオーバーランし、空港外周のフェンスに激突、炎上した。機体は3つに分断され、残骸の一部は池の近くまで散乱していた。事故に因り、乗客100人と乗員8人が死亡した。

## 事故原因
機体の水平安定板が誤って着陸時の設定になっていたため、機体が上昇しなかったと結論付けられた。